# Bailey Wright
Bailey Colin Wright (Melbourne, 26 juli 1992) is een Australisch voetballer die bij voorkeur als centrale verdediger speelt. Hij stroomde in 2010 door vanuit de jeugd van Preston North End.

## Clubcarrière
In juli 2009 tekende Wright een tweejarig contract bij Preston North End. Op 10 augustus 2010 debuteerde hij voor Preston North End in de League Cup, tegen Stockport County. Hij vierde zijn competitiedebuut in de Championship tegen Norwich City op 5 maart 2011. In 2011 degradeerde de club naar de League One. Op 7 april 2012 maakte hij zijn eerste doelpunt voor The Lilywhites, tegen MK Dons. Hij werd tijdens het seizoen 2012/13 door zijn club uitgeroepen tot beste jongere. Op 1 mei 2013 kreeg Wright een nieuwe verbintenis, waarmee hij tot de zomer van 2015 vast kwam te liggen in Preston. Wright maakte in januari 2017 de overstap naar Bristol City, waar hij in het restant van het seizoen in de Championship vaste waarde was in het basiselftal.

## Interlandcarrière
Op 3 juni 2014 werd Wright door Australisch bondscoach Ange Postecoglou opgenomen in de definitieve selectie voor het wereldkampioenschap voetbal 2014 in Brazilië. Eerder kwam hij uit voor de Australische selectie onder 17 jaar. McGowan nam in juni 2017 met Australië deel aan de FIFA Confederations Cup in Rusland, waar in de groepsfase eenmaal werd verloren en tweemaal werd gelijkgespeeld.
1 Ryan  ·
2 Degenek ·
3 Atkinson ·
4 Rowles ·
5 Karačić ·
6 Tilio ·
7 Leckie ·
8 Wright ·
9 Maclaren ·
10 Hrustić ·
11 Mabil ·
12 Redmayne ·
13 Mooy ·
14 McGree ·
15 Duke ·
16 Behich ·
17 Devlin ·
18 Vukovic ·
19 Souttar ·
20 Deng ·
21 Kuol ·
22 Irvine ·
23 Goodwin ·
24 King ·
25 Cummings ·
26 Baccus ·
Coach: Arnold